# Sokoli
 Sokoli  falu Horvátországban, a Tengermellék-Hegyvidék megyében. Közigazgatásilag Čabarhoz tartozik.

## Fekvése
Fiumétól 29 km-re északkeletre, községközpontjától 6 km-re délnyugatra, a horvát Hegyvidék nyugati részén fekszik

## Története
A településnek 1857-ben 115, 1910-ben 136 lakosa volt. A trianoni békeszerződésig Modrus-Fiume vármegye Čabari járásához tartozott. 2011-ben 10 lakosa volt.

## Lakosság
| Lakosság változása | Lakosság változása | Lakosság változása | Lakosság változása | Lakosság változása | Lakosság változása | Lakosság változása | Lakosság változása | Lakosság változása | Lakosság változása | Lakosság változása | Lakosság változása | Lakosság változása | Lakosság változása | Lakosság változása | Lakosság változása |
| ------------------ | ------------------ | ------------------ | ------------------ | ------------------ | ------------------ | ------------------ | ------------------ | ------------------ | ------------------ | ------------------ | ------------------ | ------------------ | ------------------ | ------------------ | ------------------ |
| 1857               | 1869               | 1880               | 1890               | 1900               | 1910               | 1921               | 1931               | 1948               | 1953               | 1961               | 1971               | 1981               | 1991               | 2001               | 2011               |
| 115                | 137                | 97                 | 113                | 112                | 136                | 120                | 126                | 71                 | 74                 | 77                 | 76                 | 46                 | 29                 | 20                 | 10                 |

## Nevezetességei
Keresztelő Szent János tiszteletére szentelt kápolnája 1903 és 1905 között épült. Egyhajós épület sokszög záródású szentéllyel. harangtornya a bejárati homlokzat felett magasodik.